# 菲律賓大氣地球物理及天文服務管理局
菲律賓大氣地球物理及天文服務管理局（PAGASA在他加祿語中亦帶「希望」的意思）是菲律賓的政府部門，負責為公眾提供天氣報告和預報、水災和熱帶氣旋警報以及與氣象、天文及氣候等方面相關的資訊，隸屬於科學技術部。主要用於保護民眾的生命、國家財產，同時維持經濟，生產力和可持續發展。該政府部門於1972年12月8日，由總統憑藉第78號頒布命令重組菲律賓氣象局為菲律賓大氣地球物理和天文服務管理局。

## 宗旨
“追踪天空，幫助國家”（英語：Tracking the sky... Helping the country.）

## 歷史
菲律賓的氣象觀測由1865年1月1日已經開始，隸屬於Observatorio Meteorológico del Ateneo Municipal de Manila，並由耶穌會神父運行管理（耶穌會在Francisco Colina開始氣象觀測），現稱作馬尼拉雅典耀大學的馬尼拉氣象局。1884年4月28日，阿方索十二世頒布了一項法令認可氣象局為菲律賓的西班牙殖民政府的官方機構。
在20世紀初，氣象觀測從羅馬天主教會轉移到美國殖民政府。在1901年5月22日，由菲律賓委員會提出的法案中，菲律賓氣象局根據第131號法令成立。菲律賓自治領將氣象局納入為工商部門核下。

## 服務時間

### 功能
1. 維持國家標準時間及頻率。
2. 透過互聯網、無線電廣播等，發佈精確的時間和頻率。
3. 給工業和科研機構延長時間和頻率校準和標準化服務。
4. 與海外的機構準時地交換資訊及頻率。

## 熱帶氣旋

PAGASA的熱帶氣旋警告負責區域。

菲律賓大氣地球物理和天文管理局也会在其負責範圍内監測熱帶氣旋的動向並發出警報，以下坐標之内是其負責範圍：
25°00′N 120°00′E / 25.0°N 120.0°E、25°00′N 135°00′E / 25.0°N 135.0°E、5°00′N 135°00′E / 5.0°N 135.0°E、5°00′N 115°00′E / 5.0°N 115.0°E、15°00′N 115°00′E / 15.0°N 115.0°E和21°00′N 120°00′E / 21.0°N 120.0°E
- 當熱帶氣旋進入該區域，氣象局便會按照菲律賓熱帶氣旋命名表給予一個名字。
- 氣象部將會對在該區域預料會登陸或影響菲律賓的熱帶氣旋每六小時發佈熱帶氣旋報文。若熱帶氣旋不影響菲律賓陸地，將會以每十二小時發佈熱帶氣旋報文。

### 評級
在2022年，氣象局將熱帶氣旋劃分為五個級別。
- 熱帶低氣壓－最高十分鐘平均持續風速達39至61公里/小時。
- 熱帶風暴－最高十分鐘平均持續風速達62至88公里/小時。
- 強烈熱帶風暴－最高十分鐘平均持續風速達89至117公里/小時。
- 颱風－最高十分鐘平均持續風速達118至184公里/小時。
- 超強颱風－最高十分鐘平均持續風速達185公里/小時或以上。[2][3]

## 龍捲風
2007年8月27日，菲律賓大氣地球物理和天文服務管理局宣佈設立龍捲風警告系統。為了面臨更強大和破壞性的龍捲風，並希望減輕在中央呂宋對房屋的損害。同時，面對並氣候變化和季候風。稍早於2007年8月23日，受第二龍捲風影響下，破壞了布拉干省聖米格爾內四條村莊的三十所房屋。而首次的龍捲風發生於同年8月，在布拉干省內的San Rafael，並破壞了二十七所房屋。
然而，目前氣象局仍然沒有提供相關的警告。

## 外部連結
- PAGASA 官方網站 （页面存档备份，存于）